# Rôle travesti

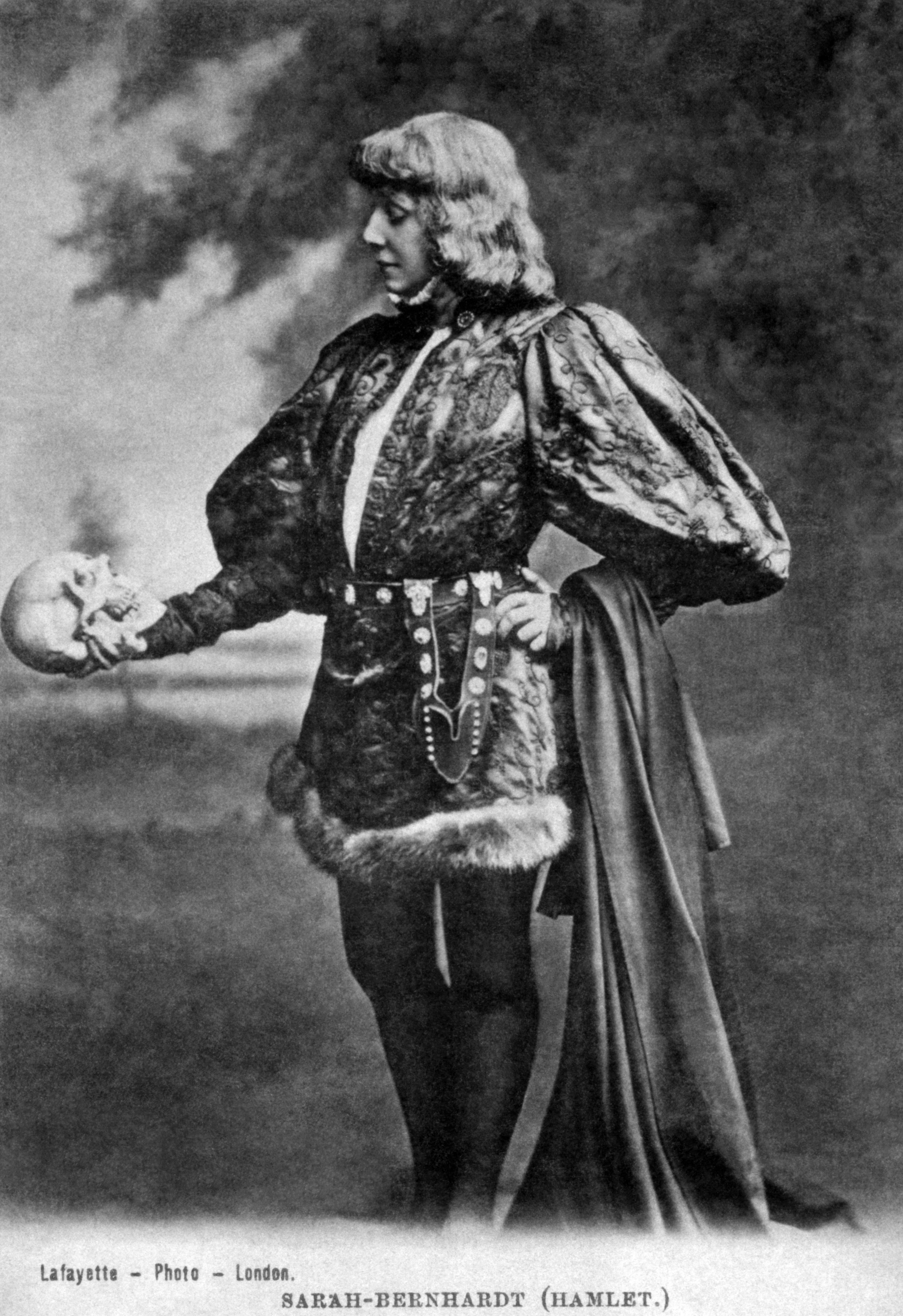
Portrait de Sarah Bernhardt dans le rôle d'Hamlet.

Le terme de rôle travesti désigne, en langage de théâtre, un rôle masculin interprété par une femme, ou un rôle féminin interprété par un homme. Il existe des rôles travestis au théâtre, à l'opéra ou dans les opérettes. Dans le premier cas, l'interprète porte alors un costume masculin, et lorsqu'il s'agit d'un rôle chanté, ce sont généralement des mezzo-sopranos qui les interprètent en  raison de leur timbre de voix.

## À l'opéra

### Opéra italien
Dans les opéras des XIXe et XXe siècles, les rôles travestis se situent dans la continuation de la relative indifférence sexuelle dans la distribution des rôles des opéras des XVIIe et XVIIIe siècles. Dans cette période baroque et classique les voix d'homme ténor et basse n'apparaissent que dans les rôles secondaires. Tous les rôles principaux étaient chantés par des castrats et des femmes. En effet ces voix étaient ressenties par le public comme angéliques et se prêtaient mieux à des ornementations virtuoses.
Il arrivait aussi, quoique bien rarement, que des castrats interprétassent des rôles féminins: cet usage était généralisé à Rome et Lisbonne où les femmes étaient interdites de jouer sur scène. D'un autre côté, il était très courant, dans le reste de l'Europe, que des chanteuses, souvent spécialisées, interprétassent soit des rôles de jeune premier (primo uomo), soit des rôles de soutien, au lieu ou aux côtés des castrats. Le timbre de voix était déterminant ainsi probablement que la disponibilité d'une chanteuse ou d'un chanteur selon les cas.
Au début du XIXe siècle, les castrats ont rapidement disparu des scènes des opéras d'Europe. Mais la tradition des rôles travestis s'est poursuivie pendant quelques décennies, quand les rôles de jeune amant sont souvent conçus comme des rôles travestis. Ainsi Vincenzo Bellini a écrit le rôle de Romeo pour une chanteuse. Son couple dans I Capuleti e i Montecchi est constitué de deux sopranos.

## Au théâtre
En Angleterre dans le Théâtre élisabéthain jusqu'à la Restauration (1660), tous les rôles de femme étaient tenus par des hommes. En particulier Shakespeare, à cause de cette omniprésence masculine, a manifestement pris grand soin de minimiser les scènes sensuelles, les embrassades et les exhibitions corporelles. Pour les rôles travestis, comme Viola dans la Nuit des rois, c'était des garçons déguisés en filles qui se déguisaient en garçons.

## Quelques rôles travestis

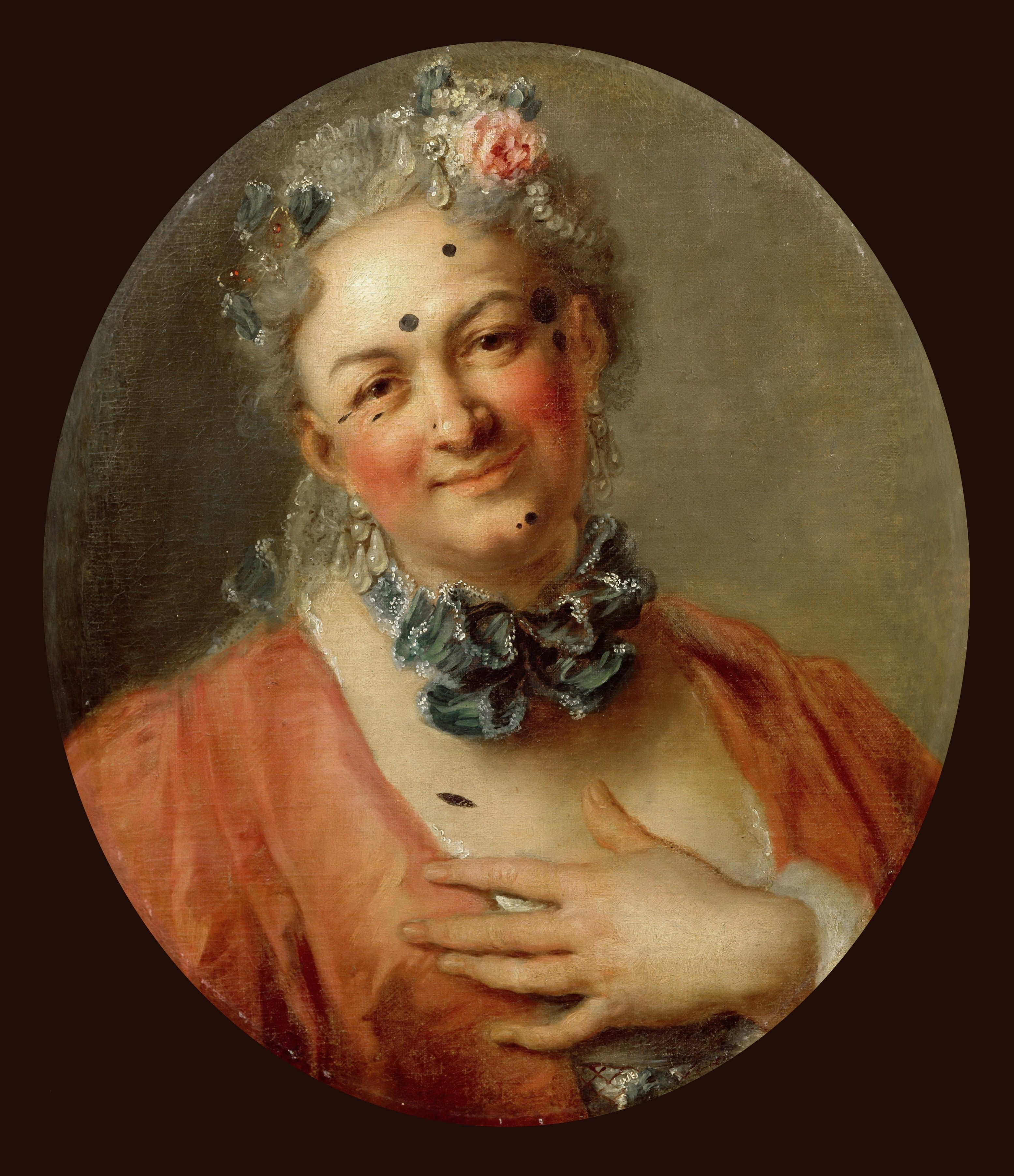
Pierre Jélyotte dans le rôle-titre de Platée, ou Junon jalouse,
opéra-bouffe de Jean-Philippe Rameau
par Charles Antoine Coypel (vers 1745)
(Paris, Musée du Louvre)

### Opéra
- Johann Christian Bach, Catone in Utica : Fulvio
- Vincenzo Bellini, Bianca e Fernando : Viscardo
- Vincenzo Bellini, Zaira : Nerestano
- Vincenzo Bellini, I Capuleti e i Montecchi : Romeo
- Alban Berg, Lulu : l'étudiant, un groom
- Hector Berlioz, Benvenuto Cellini : Ascanio
- Hector Berlioz, Les Troyens : Ascanio
- Alfredo Catalani, La Wally : Walter
- Antonio Cesti, L'Argia : Argia
- Domenico Cimarosa, I tre amanti : Violante et Brunetta
- Domenico Cimarosa, Il ritorno di Don Calandrino : Livietta et Irene
- Domenico Cimarosa, L'italiana in Londra : Livia et Madama Brillante
- Domenico Cimarosa, Le donne rivali : Laurina et Emilia
- Domenico Cimarosa, Il pittor parigino : Eurilia et Cintia
- Domenico Cimarosa, Alessandro nell'Indie : Cleofide et Erissena
- Domenico Cimarosa, I due baroni di Rocca Azzurra : Sandra et Madama Laura
- Gaetano Donizetti, Enrico di Borgogna : Enrico
- Gaetano Donizetti, Una follia : Enrico
- Gaetano Donizetti, Zoraida di Granata : Abenamet
- Gaetano Donizetti, Alahor in Granata : Muley-Hassem
- Gaetano Donizetti, Elvida : Zeidar
- Gaetano Donizetti, Olivo e Pasquale : Camillo
- Gaetano Donizetti, Le convenienze teatrali : Maman Agata
- Gaetano Donizetti, Gianni di Calais : Arrigo
- Gaetano Donizetti, Anna Bolena : Smeton
- Gaetano Donizetti, Gianni di Parigi : Oliviero
- Gaetano Donizetti, Francesca di Foix : Edmondo
- Gaetano Donizetti, Ugo, conte di Parigi : Luigi V
- Gaetano Donizetti, Lucrezia Borgia : Maffio Orsini
- Gaetano Donizetti, Rosmonda d'Inghilterra : Arturo
- Gaetano Donizetti, L'assedio di Calais : Aurelio
- Gaetano Donizetti, Pia de' Tolomei : Rodrigo
- Gaetano Donizetti, Roberto Devereux : le page
- Gaetano Donizetti, Linda di Chamounix : Pierotto
- Francesco Feo, Andromaca : Andromaca et Ermione
- Baldassare Galuppi, Gustavo primo re di Svezia : Argeno
- Baldassare Galuppi, L'Olimpiade : Licida
- Baldassare Galuppi, Semiramide riconosciuta : Mirteo
- Baldassare Galuppi, Il mondo della luna : Ernesto
- Christoph Willibald Gluck, Demofoonte : Cherinto et Adrasto
- Christoph Willibald Gluck, Poro : Timagene
- Christoph Willibald Gluck, Le nozze d'Ercole e d'Ebe : Ercole
- Christoph Willibald Gluck, Semiramide riconosciuta : Scitalce e Sibari
- Christoph Willibald Gluck, La clemenza di Tito : Publio
- Christoph Willibald Gluck, Antigono : Berenice et Ismene
- Christoph Willibald Gluck, Orphée et Eurydice : Amore
- Christoph Willibald Gluck, Il Parnaso confuso : Apollo
- Christoph Willibald Gluck, La corona : Meleagro
- Christoph Willibald Gluck, Le feste d'Apollo : Amore
- Christoph Willibald Gluck, Pâris et Hélène : Amore
- Georg Friedrich Haendel, Rinaldo : Goffredo
- Georg Friedrich Haendel, Giulio Cesare in Egitto : Sesto
- Georg Friedrich Haendel, Alessandro : Cleone
- Georg Friedrich Haendel, Orlando : Medoro
- Georg Friedrich Haendel, Ariodante : Polinesso
- Georg Friedrich Haendel, Serse : Arsamene
- Franz Joseph Haydn, La canterina : Don Ettore et Apollonia
- Franz Joseph Haydn, Lo speziale : Volpino
- Engelbert Humperdinck, Hänsel et Gretel : Hänsel
- Niccolò Jommelli, Semiramide riconosciuta : Sibari
- Niccolò Jommelli, Achille in Sciro : Achille, Arcade et Teagene
- Niccolò Jommelli, Attilio Regolo : Attilia et Barce
- Niccolò Jommelli, Il trionfo di Clelia : Clelia et Larissa
- Stefano Landi, Sant'Alessio : Sposa, Madre et Nutrice
- Leonardo Leo, Achille in Sciro : Licomede et Teagene
- Leonardo Leo, L'Olimpiade : Megacle
- Jean-Baptiste Lully, Alceste : Alecton
- Jean-Baptiste Lully, Atys : Alecton
- Jean-Baptiste Lully, Proserpine : La Discorde
- Marco Marazzoli et Virgilio Mazzocchi, Chi soffre, speri : Alvida, Lucinda et Rosilda
- Pietro Mascagni, Zanetto : Zanetto
- Pietro Mascagni, L'amico Fritz : Beppe
- Jules Massenet, Chérubin : Chérubin
- Jules Massenet, Cendrillon : Le Prince Charmant
- Domenico Mazzocchi, La catena d'Adone : Falsirena et Venere
- Claudio Monteverdi, L'Orfeo : Euridice, la messaggera, Proserpina et ninfe
- Claudio Monteverdi, Le Couronnement de Poppée : Pallade, Damigella et Venere
- W. A. Mozart, Apollo et Hyacinthus : Melia
- W. A. Mozart, Lucio Silla : Lucio Cinna
- W. A. Mozart, Les Noces de Figaro : Cherubino
- W. A. Mozart, La clemenza di Tito : Annio
- Giovanni Paisiello, L'isola disabitata : Costanza et Silvia
- Giovanni Battista Pergolesi, Adriano in Siria : Adriano et Aquilio
- Giovanni Battista Pergolesi, Lo frate 'nnamorato : Ascanio
- Giovanni Battista Pergolesi, L'Olimpiade : Aristea et Argene
- Giovanni Battista Pergolesi, Il prigionier superbo : Metalce et Micisda
- Giovanni Battista Pergolesi, Il Flaminio : Flaminio et Ferdinando
- Giovanni Battista Pergolesi, La Salustia : Alessandro
- Jacopo Peri, Euridice : Proserpina et Venere
- Niccolò Piccinni, La Cecchina : Cecchina, Lucinda, Paoluccia et Sandrina
- Niccolò Piccinni, Le donne vendicate : Lindora et Aurelia
- Niccolò Piccinni, Demetrio : Olinto
- Niccolò Piccinni, Didone abbandonata : Didone et Selene
- Niccolò Piccinni, L'americano : Donna Aurora et Silvia
- Amilcare Ponchielli, Marion Delorme : Lelio
- Jean-Philippe Rameau, Hippolyte et Aricie : Tisiphone et les Parques
- Jean-Philippe Rameau, Les Indes galantes : Bellone et l'Amour
- Jean-Philippe Rameau, Dardanus : L'Amour
- Jean-Philippe Rameau, Platée : Platée et l'Amour
- Jean-Philippe Rameau, Le Temple de la Gloire : L'Envie
- Jean-Philippe Rameau, Zaïs : L'Amour
- Jean-Philippe Rameau, Pygmalion : L'Amour
- Jean-Philippe Rameau, Les Surprises de l'amour : Adonis et l'Amour
- Jean-Philippe Rameau, Zoroastre : La Vengeance et les Furies
- Jean-Philippe Rameau, Les Paladins : La fée Manto
- Gioachino Rossini, Ciro in Babilonia : Ciro
- Gioachino Rossini, Tancredi : Tancredi et Roggiero
- Gioachino Rossini, Sigismondo : Sigismondo
- Gioachino Rossini, La Pie voleuse : Pippo
- Gioachino Rossini, Adelaide di Borgogna : Ottone et Iroldo
- Gioachino Rossini, La donna del lago : Malcolm
- Gioachino Rossini, Maometto II : Calbo
- Gioachino Rossini, Semiramide : Arsace
- Gioachino Rossini, Le Comte Ory : Isolier
- Gioachino Rossini, Guillaume Tell : Jemmy
- Jacques Offenbach, Les Contes d'Hoffmann : Nicklausse / La Muse
- Jacques Offenbach, Les Brigands : Fragoletto
- Jacques Offenbach, Fantasio : le rôle-titre
- Jacques Offenbach, La Belle Hélène : Oreste
- Jacques Offenbach, La Princesse de Trébizonde : Le Prince Raphaël
- Jacques Offenbach, Le Voyage dans la Lune : Le Prince Caprice
- Sergueï Prokofiev, L'Amour des trois oranges : le cuisinier
- Alessandro Scarlatti, Gli equivoci nel sembiante : Clori et Lisetta
- Nikolaus Schapfl, Le petit Prince : le rôle-titre
- Alessandro Stradella, Il Trespolo tutore : Simona
- Johann Strauss fils, La Chauve-Souris : Prince Orlofsky
- Richard Strauss, Salome : le page d'Hérodias
- Richard Strauss, Le Chevalier à la rose : Octavian
- Richard Strauss, Ariane à Naxos : le compositeur
- Tommaso Traetta, Le serve rivali : Giacinta et Palmetta
- Leonardo Vinci, Li zite 'ngalera : Ciccariello, Carlo Celmino et Meneca Vernillo
- Leonardo Vinci, Didone abbandonata : Didone et Selene
- Leonardo Vinci, Catone in Utica : Emilia et Marzia
- Leonardo Vinci, Alessandro nell'Indie : Cleofide et Erissena
- Leonardo Vinci, Semiramide riconosciuta : Semiramide et Tamiri
- Leonardo Vinci, Artaserse : Mandane et Semira
- Giuseppe Verdi, Un ballo in maschera : Oscar
- Giuseppe Verdi, Don Carlos : Tebaldo
- Antonio Vivaldi, Ottone in villa : Ottone
- Antonio Vivaldi, Tito Manlio : Manlio
- Antonio Vivaldi, Orlando furioso : Medoro
- Antonio Vivaldi, L'Olimpiade : Licida
- Antonio Vivaldi, Bajazet : Tamerlano
- Antonio Vivaldi, Griselda : Corrado
- Richard Wagner, Rienzi : Adriano
- Carl Maria von Weber, Oberon : Puck

### Théâtre
- Molière, Le Bourgeois gentilhomme : Mme Jourdain
- Molière, Les Femmes savantes : Philaminte
- Molière, George Dandin ou le Mari confondu : Mme de Sotenville
- Molière, Monsieur de Pourceaugnac : Lucette
- Marivaux, Le Triomphe de l'amour : Léonide
- Marivaux, La Fausse Suivante ou le fourbe puni : "Le chevalier"
- Edmond Rostand, L’Aiglon : le rôle-titre[3]
- William Shakespeare, Le Marchand de Venise : Portia, Nerissa et Jessica
- William Shakespeare, La Nuit des rois : Viola
- William Shakespeare, Comme il vous plaira :  Rosalind

En 2016, à la Comédie-Française, Denis Podalydès décide de travestir les deux rôles principaux de Lucrèce Borgia de Victor Hugo, il donne le rôle de Lucrèce à Guillaume Gallienne et le rôle du jeune Gennaro à Suliane Brahim. Il ne le refera pas l'année suivante.